# Dalbergia latifolia
Espèce
Statut de conservation UICN

 VU A1cd : Vulnérable
Dalbergia latifolia, en français Palissandre de l'Inde, est une espèce d'arbres de la famille des légumineuses.